# Don Valley-Nord
Pour les articles homonymes, voir Don Valley.
Circonscription électorale fédérale du Canada
Don Valley-Nord est une circonscription électorale fédérale de l'Ontario, représentée de 1988 à 1997, puis à partir de 2013. 
La circonscription de Don Valley-Nord est créée en 1987 avec des parties de Don Valley-Est et de York—Scarborough. Abolie en 1996, elle est redistribuée parmi Don Valley-Est et Willowdale. Avec des parties de ces deux circonscriptions, Don Valley-Nord réapparaît en 2013.
Les circonscriptions limitrophes sont Markham—Thornhill, Scarborough—Agincourt, Scarborough-Willowdale—Don Valley-Est, Thornhill, Willowdale, Don Valley-Ouest et Eglinton—Lawrence.

## Géographie
En 1987, la circonscription de Don Valley-Nord comprenait une partie de la cité de North York délimitée par la Bayview Avenue, Steeles Avenue, Victoria Park Avenue, l'Autoroute 401, la rive est de la rivière Don, Finch Avenue East et Finch Avenue.

## Députés
| Législature                                              | Années                                                   | Député                                                   | Député                                                   | Parti                                                    |
| Don Valley-Nord issue Don Valley-Est et York—Scarborough | Don Valley-Nord issue Don Valley-Est et York—Scarborough | Don Valley-Nord issue Don Valley-Est et York—Scarborough | Don Valley-Nord issue Don Valley-Est et York—Scarborough | Don Valley-Nord issue Don Valley-Est et York—Scarborough |
| -------------------------------------------------------- | -------------------------------------------------------- | -------------------------------------------------------- | -------------------------------------------------------- | -------------------------------------------------------- |
| 34e                                                      | 1988–1993                                                |                                                          | Barbara Greene                                           | Progressiste-conservateur                                |
| 35e                                                      | 1993–1997                                                |                                                          | Sarkis Assadourian                                       | Libéral                                                  |
| Circonscription abolie dans Don Valley-Est et Willowdale |                                                          |                                                          |                                                          |                                                          |
| Circonscription issue de Don Valley-Est et Willowdale    |                                                          |                                                          |                                                          |                                                          |
| 42e                                                      | 2015–2019                                                |                                                          | Geng Tan                                                 | Libéral                                                  |
| 43e                                                      | 2019–2021                                                | Han Dong                                                 |                                                          | Libéral                                                  |
| 44e                                                      | 2021–2025                                                | Han Dong                                                 |                                                          | Libéral                                                  |
| 45e                                                      | 2025 – en cours                                          | Maggie Chi                                               |                                                          | Libéral                                                  |

## Résultats électoraux
Depuis 2015
1988-1997

## Circonscription provinciale
Depuis les élections provinciales ontariennes du 4 octobre 2007, l'ensemble des circonscriptions provinciales et des circonscriptions fédérales sont identiques.